# Kuwejt na Letnich Igrzyskach Olimpijskich 1988
Kuwejt na Letnich Igrzyskach Olimpijskich 1988 reprezentowało 25 zawodników (sami mężczyźni). Był to 6. start reprezentacji Kuwejtu na letnich igrzyskach olimpijskich.

## Skład kadry

### Boks
Mężczyźni
- Husain Al–Mutairi – waga musza – 17. miejsce
- Saud Al–Muwaizri – waga kogucia – 33. miejsce
- Ali Al–Baluchi – waga superciężka – 9. miejsce

### Judo
Mężczyźni
- Hussain Safar – waga półlekka – 20. miejsce
- Adel Al–Najadah – waga lekka – 33. miejsce
- Hisham Al–Sharaf Rashad – waga półśrednia – 14. miejsce
- Yousuf Al–Hammad – waga średnia – 19. miejsce

### Lekkoatletyka
Mężczyźni
- Zeyad Abdulrazak – 110 metrów przez płotki – odpadł w ćwierćfinałach
- Jasem Al–Dowaila – 400 metrów przez płotki – odpadł w eliminacjach
- Abdul Marzouk Al–Yoha – trójskok – 28. miejsce
- Mohamed Al–Zinkawi – pchnięcie kulą – 20. miejsce
- Waleed Al–Bekheet – rzut młotem – 27. miejsce
- Ghanem Zaid – rzut oszczepem – 25. miejsce

### Pływanie
Mężczyźni
- Hasan Al–Shammari

50 metrów st. dowolnym – 61. miejsce
100 metrów st. dowolnym – 65. miejsce
- Sultan Al–Otaibi

200 metrów st. motylkowym – 38. miejsce
200 metrów st. zmiennym – 42. miejsce
400 metrów st. zmiennym – 31. miejsce

### Skoki do wody
Mężczyźni
- Madżid at-Taki – trampolina – 31. miejsce

### Szermierka
Mężczyźni
- Saqer Al–Surayei – floret – 61. miejsce
- Khaled Al–Awadhi – floret – 62. miejsce
- Salman Mohamed Hussain – floret – 64. miejsce
- Saqer Al–Surayei, Khaled Al–Awadhi, Salman Mohamed Hussain, Faisal Al–Harshani – floret drużynowo – 15. miejsce
- Mohamed Al–Hamar – szpada – 44. miejsce
- Younes Al–Mashmoum – szpada – 53. miejsce
- Khaled Jahrami – szpada – 62. miejsce
- Mohamed Al–Hamar, Kazem Hasan, Younes Al–Mashmoum, Khaled Jahrami, Nahedh Al–Murdh – szpada drużynowo – 18. miejsce

### Wioślarstwo
Mężczyźni
- Waleed Al–Mohamed Abdulmuhsin – jedynki – odpadł w ćwierćfinałach